# Ficimia olivacea
Espèce
Ficimia olivacea est une espèce de serpents de la famille des Colubridae.

## Répartition
Cette espèce est endémique du Mexique.

## Description
Dans sa description Gray indique que cette espèce a le dos olive sombre et la face ventrale jaunâtre.

## Étymologie
Son nom d'espèce, dérivé du latin oliva, « olive », lui a été donné en référence à sa couleur.

## Publication originale
- Gray, 1849 : Catalogue of the specimens of snakes in the collection of the British Museum. London, p. 1-125 (texte intégral).